# Gymnoscelis distatica
Gymnoscelis distatica là một loài bướm đêm trong họ Geometridae.